# Anat Cohen
Pour les articles homonymes, voir Cohen.
Anat Cohen, (en hébreu : ענת כהן), née le 31 octobre 1975 à Tel Aviv en Israël, est une clarinettiste et saxophoniste de jazz, ainsi qu'une cheffe d'orchestre israélienne, installée à New York et plusieurs fois nommée aux Grammy Awards.

## Biographie
Née dans une famille de musiciens à Tel-Aviv, Anat Cohen a commencé à jouer de la clarinette à l'âge de 12 ans. Elle a étudié à l'école des arts de Tel Aviv, au lycée des arts « Thelma Yellin » où elle se spécialise en jazz et au conservatoire de musique de Jaffa. Elle est séduite par les enregistrements de Louis Armstrong, Sidney Bechet, Benny Goodman, Dexter Gordon, John Coltrane et Sonny Rollins. Anat Cohen a joué du jazz à la clarinette pour la première fois dans l'orchestre Dixieland du Conservatoire de Jaffa. À 16 ans, elle rejoint le big band de l'école et apprend à jouer du saxophone ténor. Après avoir obtenu son diplôme, elle effectue son service militaire israélien obligatoire de 1993 à 1995, en jouant du saxophone ténor dans l'orchestre de l'armée de l'air israélienne.
En 1996, ayant reçu une bourse d'études, elle étudie au Berklee College of Music à Boston. Une fois diplômée, elle s'installe à New York en 1999 et tourne pendant une dizaine d'années avec le big band féminin de Sherrie Maricle, The Diva Jazz Orchestra.
Son premier album, Place & Time, avec Jason Lindner, Ben Street, Jeff Ballard et Avishai Cohen, est sorti en 2005 sur le label Anzic Records dont elle est fondatrice. Depuis , elle a continué à enregistrer de nombreux albums comme Happy Song sorti en 2017 toujours sur Anzic Records.
Elle a également enregistré avec ses frères Avishai Cohen (trompettiste) et Yuval Cohen (saxophoniste alto et soprano).
Anat Cohen se produit régulièrement et a participé à de nombreux festivals de jazz, dont le Newport Jazz Festival, le Festival international de jazz de Montréal, le Tudo É Jazz Festival et le North Sea Jazz Festival.
Réhabilitant la clarinette, un instrument devenu rare dans le jazz contemporain, Anat Cohen est inspirée dans ses projets par la musique brésilienne, avec une palette étendue de couleurs orchestrales et de rythmes endiablés et attache une grande importance aux mélodies; elle a rencontré ce style de musique, passant du registre créole aux couleurs africaines, pour la première fois auprès de ses camarades d'Amérique du Sud lorsqu'elle étudiait au Berklee College of Music de Boston dans les années 1990.

« La clarinette a émergé de nouveau dans ma vie. Pendant quelques années, le saxophone fut mon principal instrument. La clarinette domine maintenant mon expression en tant que musicienne. J'aborde cet instrument d'une manière différente, il faut dire; par exemple, je n'hésite pas à l'utiliser pour l'interprétation de musiques brésiliennes, colombiennes, argentines, etc. »

— Anat Cohen
Anat Cohen joue sur un modèle de clarinette R13 de la maison Buffet-Crampon.
Elle fait partie du supergroupe Artemis, aux côtés de Renee Rosnes, Cécile McLorin Salvant, Noriko Ueda, Melissa Aldana, Ingrid Jensen et Allison Miller. Leur premier album Artemis est sorti en 2020 chez Blue Note Records.

## Récompenses
En 2007, elle a remporté les prix « Up and Coming Artist » et « Clarinetist of the Year » de la Jazz Journalists Association (en). Elle a également été élue clarinettiste de l'année chaque année entre 2008 et 2021 et honorée comme Multi-Reedist of the Year en 2012, 2013, 2015 et 2017 par la Jazz Journalists Association. Elle a reçu plusieurs citations dans les votes annuels des critiques et des lecteurs du magazine DownBeat dans plusieurs catégories : Rising Star au saxophone ténor (2012), Rising Star au saxophone soprano (2013) et au premier rang à la clarinette (2010-2021).
Le 12 juillet 2013, elle a reçu le prix Paul-Acket 2013 du North Sea Jazz Festival à Rotterdam de la Fondation BNP.
Le 27 novembre 2017, elle a été nommée pour deux Grammy Awards pour les albums Outra Coisa: The Music Of Moacir Santos (avec Marcello Gonçalves) dans la catégorie Meilleur album de latin jazz et pour Rosa Dos Ventos (avec le Trio Brasileiro) dans la catégorie Meilleur album de musique du monde. La même année, elle participe au supergroupe Artemis, qui publie son premier album en 2020.
Elle a été nommée pour un Grammy en 2019 pour l'album Triple Helix dans la catégorie Best Large Jazz Ensemble Album.

## Discographie

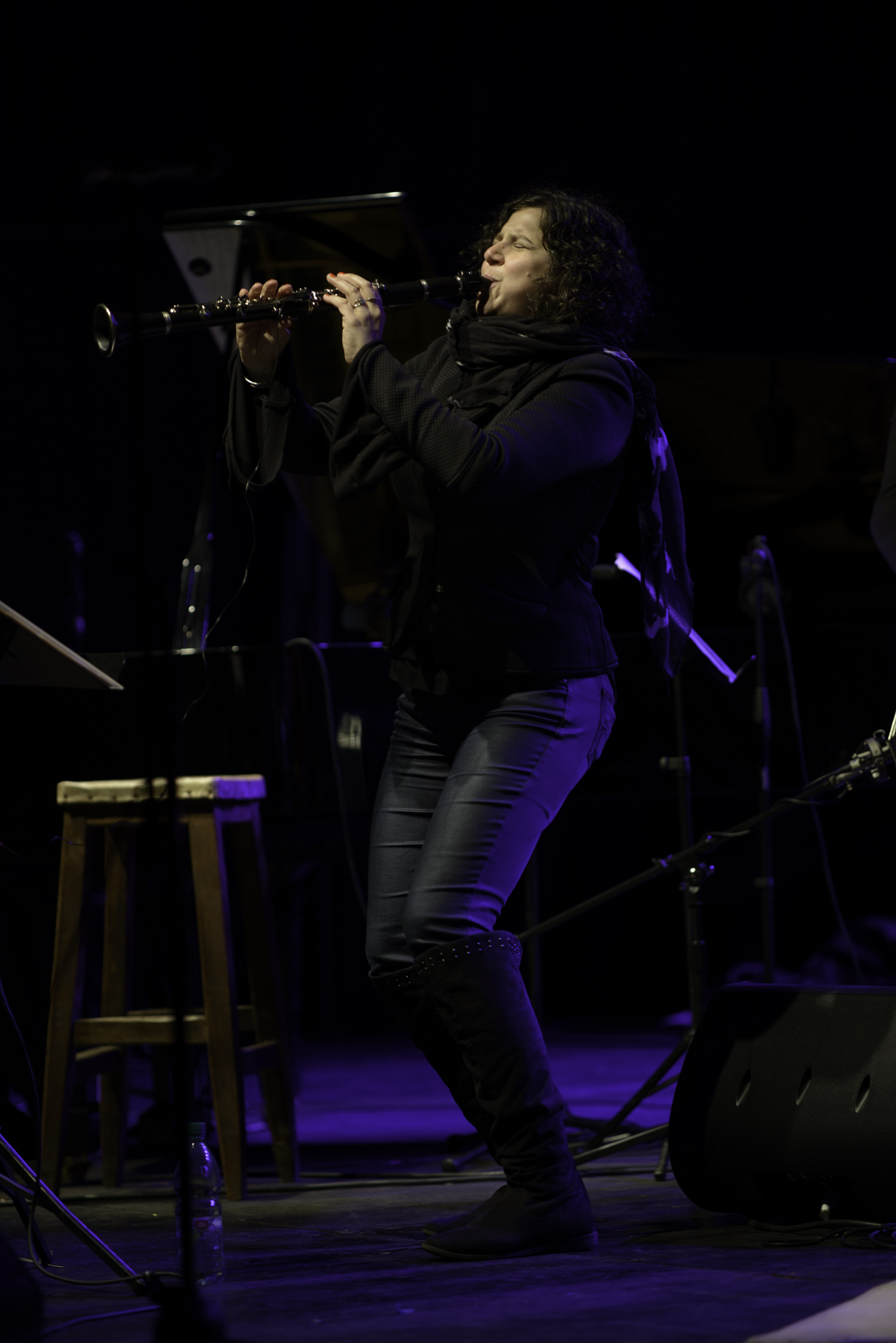
Anat Cohen en 2014

### En tant que leadeuse
- Place & Time (2005)[3]
- Poetica (2007)
- Notes From the Village (2008)[1],[7]
- Clarinetwork : Live at the Village Vanguard (2010)[1]
- Claroscuro  (2012)[1]
- Luminosa (2015)[1]

### Avec le Anat Cohen Tentet
- Happy Song (2017)[4]
- Triple Helix (2019)

### En tant qu'invitée

#### Avec l'Orchestre Anzic
- Noir (2007)[1]

#### Avec l'Ensemble Choro
- Choro Ensemble (2005)[1]
- Nosso Tempo (2008)

#### Avec les 3 Cohens
- One (2003)[1]
- Braid (2007)
- Family (2011)
- Tightrope (2013)

#### AvecCyro Baptista
- Beat the Donkey (en) (Tzadik, 2002)
- Infinito (en) (Tzadik, 2009)

#### Avec des artistes brésiliens
- Alegria Da Casa, avec Trio Brasileiro (2016)
- Outra Coisa: The Music of Moacir Santos, avec Marcello Gonçalves (2017)[13]
- Rosa Dos Ventos, avec Trio Brasileiro (2017)

#### Avec le Anat Cohen Tentet
- Happy Song (2017)[4]
- Triple Helix (2019)

#### AvecFred Hersch
- Live in Healdsburg (2018)

#### Avec Artemis
- 2020 : Artemis (Blue Note Records)
- 2023 : In Real Time (Blue Note)